# 水洗便器用薬剤供給装置

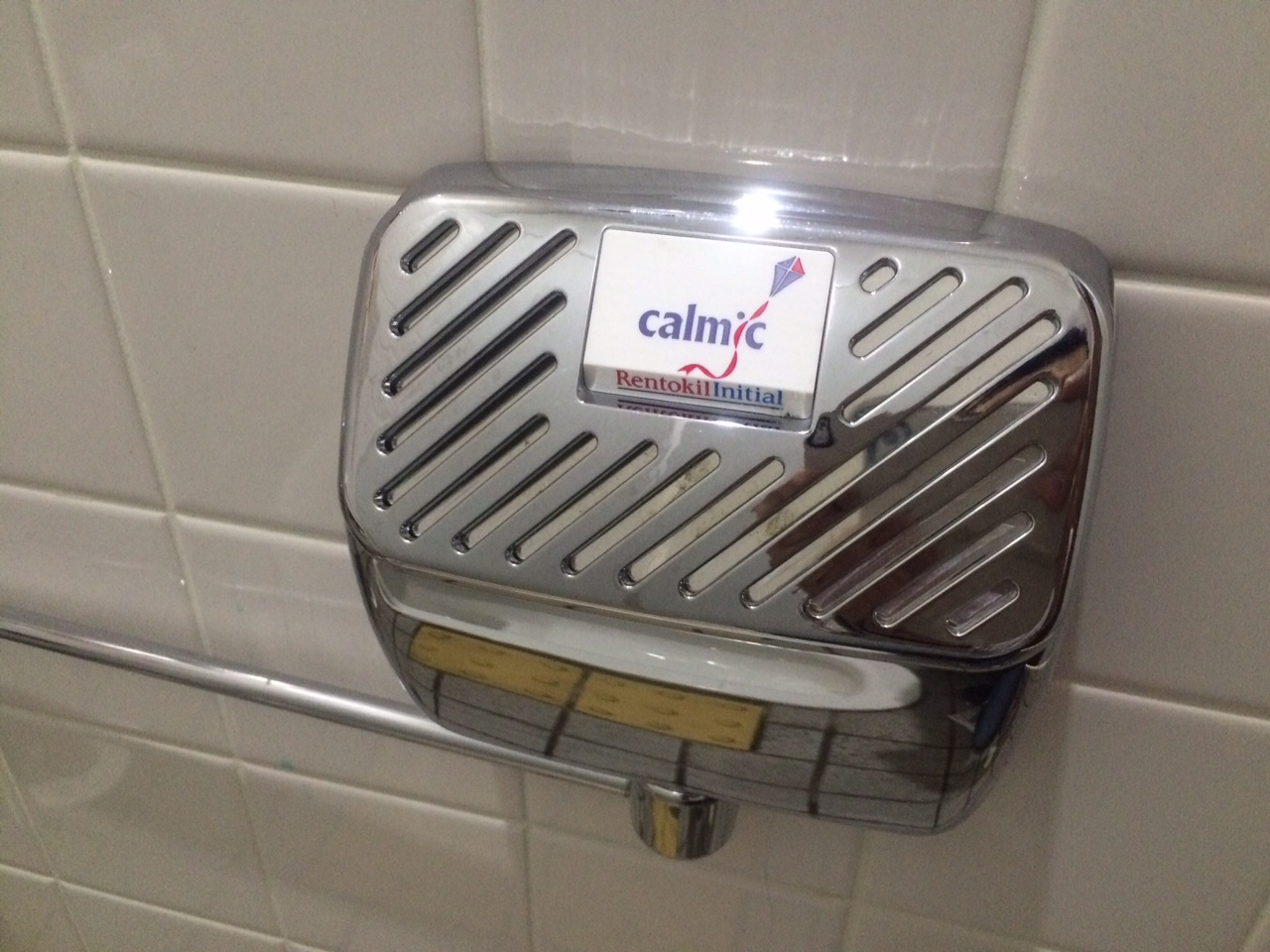
水洗便器用薬剤供給装置（日本カルミック製）

水洗便器用薬剤供給装置（すいせんべんきようやくざいきょうきゅうそうち）とは、公共のトイレの水洗便器に尿石付着防止、消毒、脱臭、除菌、芳香及び配管の尿石による詰まり防止を目的とした必要量の薬剤を自動的に便器に供給する装置。
デパート、ホテル、オフィス、複合商業施設、駅などの商業施設や工場、複合ビル、あるいは学校、病院等の不特定多数の利用者がいる衛生面や快適性を重視する施設のトイレに設置される。メーカーにより“サニタイザー”“ビューティークリーン”“便器洗浄器”“薬剤溶解器 ”等の名称がある。

## 構造

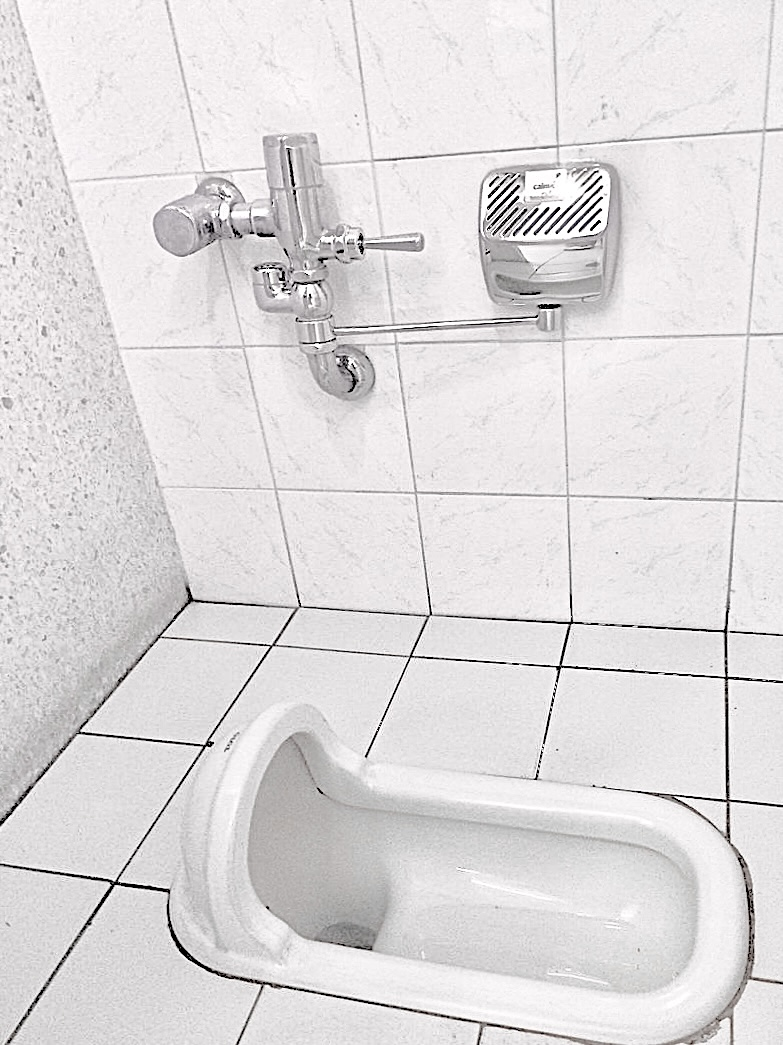
フラッシュバルブ洗浄管に水洗便器用薬剤供給装置が組込まれた大便器

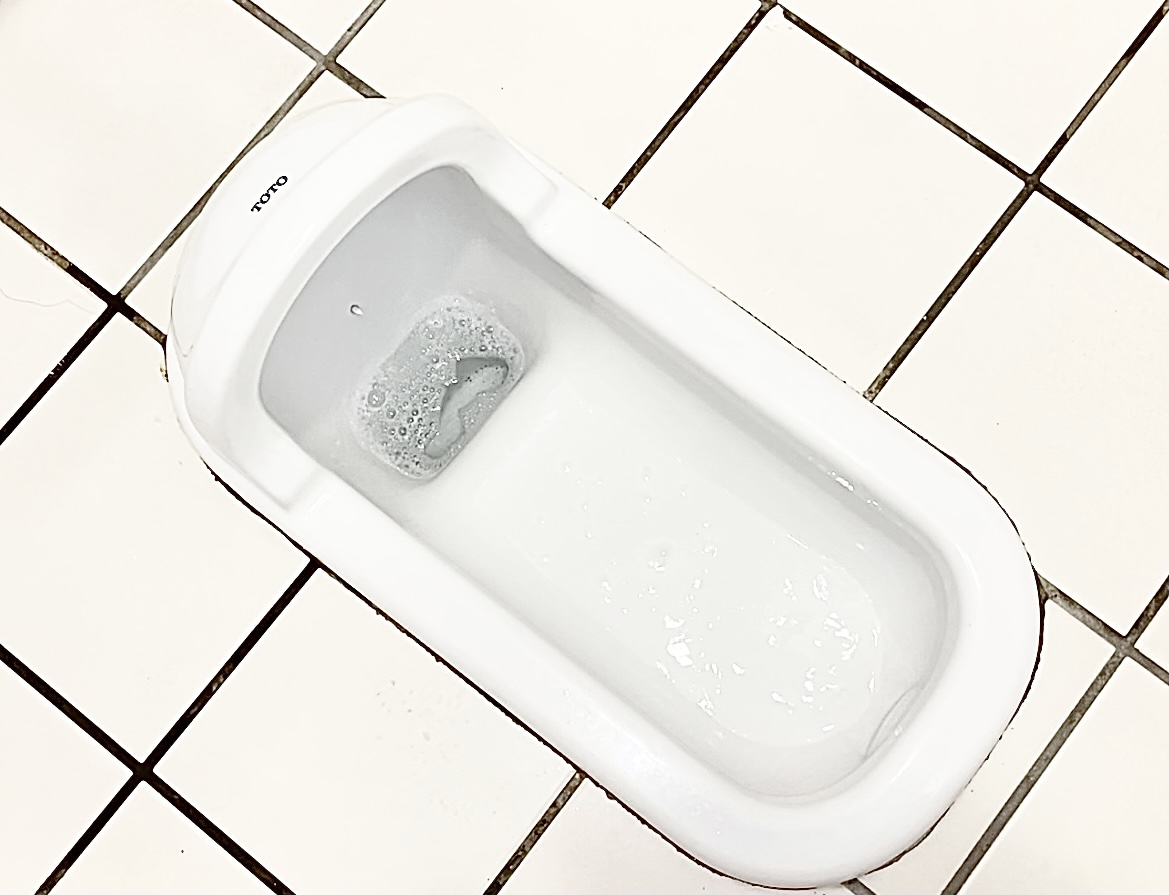
薬剤供給装置から注ぎ込まれた薬液が滞留する大便器の様子

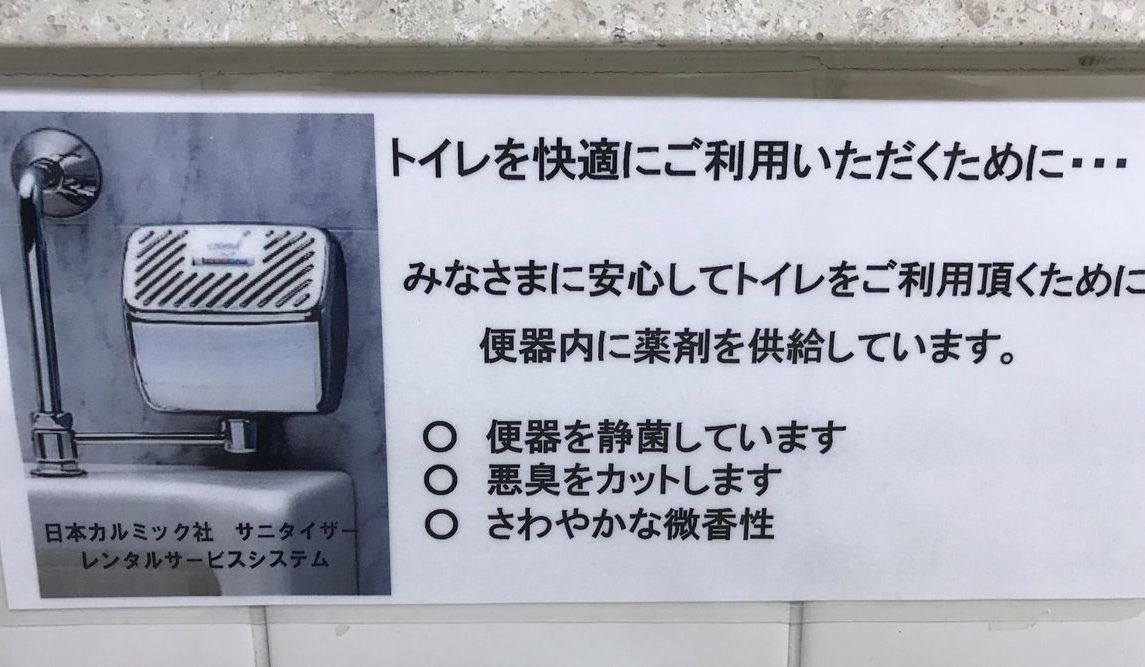
トイレ内に水洗便器用薬剤供給装置の説明が貼られた例

水洗便器用薬剤供給装置はフラッシュバルブ等洗浄装置からの便器に至る給水管や便器に連結した連通管に連結して組込まれ小便器では便器の横や上部、ユニット式小便器や大便器の場合洗浄装置付近の壁に設置される。大概は薬剤供給装置と洗浄管に薬液の連通管と連通管連結カップリングアダプターが組込まれてその先端部が連通管カップリングアダプターの周部の取付孔にねじ嵌合されて取り付けられ、先端部が連通管カップリングアダプター内部に突入される。
大便器用の場合連通管連結カップリングアダプターが無く直接便器洗浄管にねじ嵌合されて連通管が組込まれているものもあるが、露出しているが最近のユニット式小便器やライニング式大便器においては薬液連通管が壁内に内蔵されているものや薬剤供給装置自体までもが壁内に設置されてものがあり、ビルトインタイプで1台で複数連立の小便器や大便器に対応しビルトインモデル薬剤供給装置が設置されている付近の壁には薬剤充填・補充、点検口があるほか、ライニング式においては開閉式あるいは脱着式パーティション壁内に設置され一見して設置が判りにくいものもあるが、薬剤供給装置が設置されている壁付近や点検口、ライニングユニットの大小便器本体にメーカーロゴが表記されて設置が確認できるものがある。
フラッシュバルブ式の大便器に設置される場合は負圧発生時に薬液が上水への逆流を防止するためバキュームブレーカ以降に薬剤供給装置の連通管が取付られ大概はバキュームブレーカ下部に連通管連結カップリングアダプターが組込まれてその下に便器への洗浄管が接続され、フラッシュバルブ閉止（便器洗浄終了）時にバキュームブレーカから配管への吸気と同時に薬剤供給装置から便器に薬液を排出する。
古い施設等でのバキュームブレーカの無いフラッシュバルブに水洗便器用薬剤供給装置が設置されている場合便器洗浄終了時、便器の水洗水吐出口から「トクントクントクントックントックン」と逆サイホン音がすると共に水洗便器用薬剤供給装置から薬液の便器排出と同時に配管に吸気もしてしまう事から水洗便器用薬剤供給装置から薬液の便器排出時に吸排気音がする。
薬剤供給装置内には耐溶剤・耐薬品性プラスチック製の薬剤希釈槽があり内部には浮玉を持つフロート弁と尿石付着防止を主成分とした洗浄、除菌、脱臭、芳香効果のある特殊な消毒薬剤の薬剤原液が入った薬剤ボトルタンクや固形薬剤が仕込まれ、フロート（浮玉）とフロート弁は弁棒（シャフト）で繋がっており弁棒底部はフロート降下用ウエイト兼閉塞弁の弁体になっており弁室部に内蔵され、フロート弁の弁室部はは1cmほどの高さの六角柱型になっていて上面中央にフロートの昇降弁棒をフロートの浮力にてスライド可能に収納される弁体収納部が位置し、各側面（6面）中央付近には入排水穴が開いている。起動すると各側面（6面）の穴から水が均等に噴出して薬剤希釈槽に入りはじめフロート（浮玉）が浮力により液面に連動して上下して薬剤希釈槽に入り込む水を弁で開閉して一定量に保つ仕組みになっている。薬剤は液体、ゼリー状の薬剤、固形の他、ティーバッグ状の合成繊維などからなる不織布の多孔フィルム製の袋に薬剤が入った物もある。液体薬剤やゼリー状薬剤の場合薬剤ボトルタンクの先端の薬剤溶解部は海綿体のスポンジ状の多孔質体になった溶解部が下向きとなるように倒立して内部に液状薬剤原液を充填した薬剤ボトルがセットされている。便器の洗浄水を流す度に薬剤希釈槽に入ってきた水に薬剤原液から浸出、溶解して薬剤溶液を生成する。フロート（浮玉）の形状は球形、逆しずく形（逆洋梨状のナス形）、円柱形、円筒状で、両端を半球にしたカプセル状等様々で円柱形のものの一部は中心部の弁棒が細長い筒状になった水管になっており入水時に底面の弁室にある入排水穴と同時に円柱形フロートの上面中心部の穴からも微量の水が出て、薬液排出時にはフロート中心部の穴から吸気して薬液排水の流れをスムーズにするものもある。
薬剤供給装置の芳香用の芳香剤はかぐわしい香りの香料が使用されて、薬剤供給装置内に香料がセットされて芳香スリットから香りを発散するものと、便器洗浄薬液に香料が添加されたものがありこの場合、便器洗浄時に便器から出てきた薬液で芳香した後も洗浄後便器溜水部に溜まった薬液によってトイレ内を芳香するものがある。
機種によっては内部にやや大型の薬剤タンクと輸液ポンプ、バッテリーが内蔵され人感センサーによりトイレ利用者の便器使用頻度、施設環境に応じて適度に適量の薬剤原液を薬剤希釈槽に滴下して希釈するものや人感センサー付きの自動フラッシュバルブに水洗便器用薬剤供給装置自体が一体になったものや単独で電装により薬液を自動供給する機種も存在する。この人感センサー式自動フラッシュバルブに水洗便器用薬剤供給装置が一体になった機種の大便器用の場合、大・小便の自動判別機能により，最小限の必要水量で便器の個室内滞在時間が2分以内に退室の場合、小用と判別して6ℓの洗浄、滞在時間が2分以上の場合、大用と自動的に判別して12ℓの洗浄水を吐出すると共にプログラミングにより利用頻度に対する好適量の薬液を滴下して便器に供給する。またこれらの電装式では薬剤濃度の設定も可能となっている。尿中のカルシウム分は、細菌の働きによって水に溶けない成分に変化し、これに腐敗有機物が複雑に混ざり合うことで、小便器排水管系にスケール（尿石）として強固に付着する。特に、ホテル、オフィスビル、百貨店、駅などのように多数の小便器が併設される場所では、各小便器を、床スラブ下に設けた共通の横引き管に連通し、この横引き管を経由させて排水竪管へと排水を導いている。小便器排水管系の中でも、排水竪管に至るまでの横引き管において尿石の付着量が多い。
このことから水洗便器用薬剤供給装置は男性用トイレでは尿の排泄専用として使用され洗浄水量の少ない小便器のみに設置される事が多いが女性用トイレでは実質上大便器が小便器の役割を果たしており尿の排泄に晒される頻度が極端に高く大便器内や大便器排水路の尿石付着も著しくなることから大便器に設置される他、より衛生面や快適性、配管保護を重視する施設では男性用トイレの大便器にも設置される。また設置される便器も施設の全ての便器に設置される場合や、利用者が多いフロアの便器のみに設置される場合がある。
水洗便器用薬剤供給装置が設置してあるトイレにおいては薬剤供給装置付近やフラッシュバルブ付近に「この便器は薬剤で洗浄しています」とか「この便器は水か流れた後に薬剤が流れます」や「みなさまに安心してトイレをご利用頂くために便器内に薬剤を供給しています」等の啓発表示されていることがある。

## 作動原理
フラッシュバルブ等を操作して水洗便器の洗浄水を流すと、洗浄水の一部が水勢により連通管を経て薬剤供給装置内の薬剤希釈槽フロート弁を介して六角柱型の弁室部各側面中央部に空いた6箇所の入排水穴から水平6方向に放射状に均等に噴出しながら薬剤希釈槽内に入水が始まる。槽内は水位（液面）上昇に伴いフロートが浮力によって上昇し、やがてフラッシュバルブの吐水がピークとなる頃、薬剤希釈槽内の水位（液面）が満水（水位約20mm）に達すると共にフロートは最上昇点に到達しフロート弁棒下部の弁体が弁室内上部弁座に圧接しフロート弁がロックされ入水が閉塞され一定量（約200cc）の水が薬剤希釈槽に入り、薬剤原液ボトルタンク下部先端の多孔質体溶解部と接触して一定濃度（約100ppm）に浸出して溶解、希釈され便器に供給する薬剤溶液が生成される。
フラッシュバルブの吐水動作が閉止する頃、つまり便器洗浄終了間際になり水勢が弱まると内圧減少に伴い水圧が弁体に印加されなくなるため、弁体が弁室上部弁座から離れ、フロート弁のロックが解放され弁室部6箇所の入排水穴から薬液排出が始まり液面低下によってフロートは降下すると共に薬液は薬剤薬剤供給装置の連通管から洗浄管を経て便器に注ぎ込まれる。
また、洗浄管内や便器内通水路部内の内壁に残留した薬液は次回の洗浄開始時に便器から出てきて便器の表面が隅々まで薬剤で洗浄がなされる。
この事から、一回のフラッシュバルブの操作により便器に流れる水の量はほぼ一定であり、水流の強さの時間的変化も一定した状態が繰り返されるので水洗便器用薬剤供給装置内に水が流れ込み、薬剤原液を溶解希釈して便器へ流れる過程も一定した状態が繰り返され、常にほぼ一定量の薬剤が浸出して溶解して便器に供給される。便器への流水が終了する間際に薬剤を溶解した薬液が便器に供給されるので、薬剤を溶解した薬液はほとんど希釈されることなく常に一定した濃度の薬液が便器内に留まり、尿石の付着防止、消毒、脱臭などに効果的に作用させる。また、便器洗浄後の水洗便器用薬剤供給装置から便器への管路や便器内の管路に残留した薬剤は次回の洗浄開始直後に便器から出てきて消毒剤による便器内の消毒と、洗浄剤よる便器内の防汚洗浄がなされる。便器洗浄水を流す度に水洗便器用薬剤供給装置から便器への薬剤溶出の一連の動作が繰り返され、使用待機状態の便器は常に表面や管路は除菌消毒され、トラップ等の便器内の水溜りには一定量の、濃度の薬剤の溶液（約100ppm濃度の溶液）が常時滞留している状態となる。
便器洗浄が始まり水洗便器用薬剤供給装置の起動が開始されるとフロートがゆらゆら揺れ上昇する音や満水になるとフロート弁が“カタッ”っと音を立ててロックされ、洗浄が終わる直前になると液面低下に伴いフロートが降下して便器への薬液排出がはじまると“スーッ”と排出音が聞こえる時がある。
薬剤希釈槽の中は多孔質体の薬剤原液ボトル溶解部の乾燥防止や水圧が高い場合の飛沫の飛散などを防止のために6箇所の入排水穴より低い位置（六角柱の各面の穴より低い面）にごく僅かに数ミリ程の液面が残留する一方で薬剤も残留した液面に浸出、溶解され続ける。等間隔での洗浄では便器に出てきた薬液の濃度は一定で便器から出てくる薬液による泡立ちは瞬時に消泡するが、洗浄間隔が長く途絶えた後の洗浄時には長い時間にかけて溶解された濃度の高い薬液によって便器内溜水部は泡立ちが目立つ事がある。

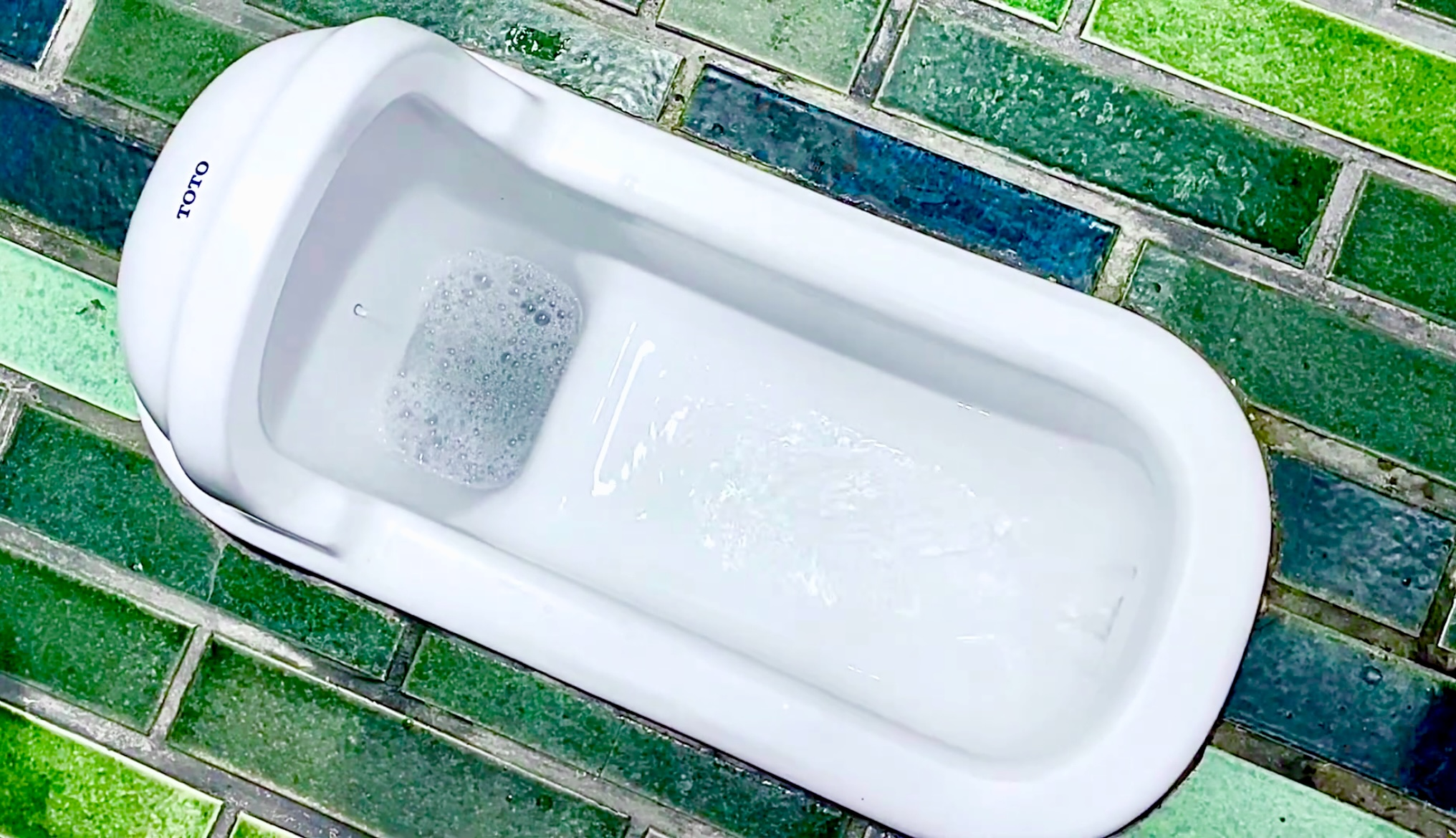
朝一番洗浄直後の便器内に溶出滞留する薬液

例えば音楽ホールや劇場、学校などの休憩時間等一定時間内に便器利用者が集中して長蛇の列ができて立て続けに連続して洗浄がなされた混雑時（便器溜水部に供給された薬液が短い滞留時間で排水されてしまう場合）と公演の開演や授業が開始されると一気に利用者が途絶えた閑散時（利用待機時の便器溜水部に長時間薬液が滞留）の利用変化が激しい状況での薬剤溶解浸出時間による便器への供給濃度変化での泡立ち状況の違い、特に夜に閉店後の店舗やオフィスワーカーが退勤後のオフィス、利用者が居ない夜の学校やホール、劇場での利用者が長時間途絶えた翌日の朝一番洗浄の場合、利用者が居なく便器洗浄が長時間途絶えて一晩中浸出、溶解され続けた濃度の高い薬剤溶液が便器に供給されるために便器の溜水部は薬剤溶液による目立った泡立ちが見られ濃度の高さから消泡するまでしばらくの時間を要する。特に便器内溜水部が露出している大便器においては薬液の泡立ちが顕著に見られる。

## 薬剤洗浄効果
便器から出てきた薬液により便器表面隅々まで薬液で浸されコーティングして便器内を清掃しているのと同じ効果を得て洗浄終了後の薬液は便器内の溜水部に滞留してバクテリア繁殖の抑制効果を発揮し、さらに排水管まで薬液の効果が到達する。また、汚れを落とすだけでなく、便器内を細菌やバクテリアが繁殖しにくい弱アルカリ性に維持し、嫌な悪臭、詰まりの元となる尿石の発生を防止する一方で薬剤は、ノロウイルス、大腸菌、黄色ブドウ球菌等の菌に対し殺菌効力の持続性がある。薬剤供給装置にセットされた香料もトイレ内をかぐわしい香りを出してトイレ内を芳香する他、香り成分を持っ洗浄薬液の場合は便器の洗浄毎に便器から出てくる薬液で芳香した後も溜水部に溜まった薬液からトイレ内を芳香する。大便器に設置された場合、洗浄時の飛沫拡散による二次感染リスクを軽減するメリットもある。この効果は便器の洗浄水を流す度に薬剤溶液が便器に注ぎ込まれる動作が繰り返され洗浄終了直後の便器の溜水部は薬剤溶液の泡立ちが見られることがある。洗浄後の便器溜水部に滞留した薬液や便器表面にコーティングされた薬液は次回の洗浄で薬液が便器に供給されるまで効果が持続される。便器の使用間隔が長いと薬液の滞留時間が長くなり、薬液効果を高めることができる。
薬剤原液の種類も洗浄水の水質はさまざまなために建物毎の状況を調査して判断し、そのトイレに一番合ったものを、水質、水温等の変化に影響されなく、どんな水でも最大限の効果を発揮する ために、幅広い種類の薬液が用意されている。また季節によっても水温が異なることから常に安定した効力を持続し、浸出、溶解が適切になる薬剤がセットされる。
また、同じフロアのトイレの便器においても手前・真ん中・奥等で利用度の高い便器と利用度の低い便器があり、特に大便器の個室では顕著に見られる他、和式便器と洋式便器の利用者の選択もあり、これらの場合各便器毎で薬剤の消耗量が異なってくる場合がある。毎回の洗浄毎に便器に出てくる薬液によって便器内は掃除してしているのと同様の交換があり、便器への汚物や尿石付着も抑制されることから清掃員の負担軽減や清掃時間の短縮、清掃によるトイレ閉鎖時間短縮、大便器の場合、朝一番洗浄後に便器に注ぎ込まれ溜水部に滞留する濃度の高い薬液を利用しての便器内清掃で掃除用薬剤の使用量削減、便器表面へのブラシによる清掃も少なくなり便器の劣化も防止する。また洗浄薬剤は除菌効果もあることから清掃員の二次感染防止にも効果がある。また施設開館、開店後朝一番洗浄時は施設前日閉館、閉店前の最後の洗浄後から一晩中浸出、溶解され続けた濃度の高い薬剤溶液が便器に供給されるために便器の溜水部は薬剤溶液による目立った泡立ちが見られる。ただし施設開店前やオフィス開館前に清掃員による清掃洗浄で複数回便器の洗浄が行われた場合には濃度は等間隔洗浄時同様な通常濃度になっているために便器内の泡立ちは目立たなく瞬時に消泡する。（等間隔洗浄時でも手動フラッシュバルブを一瞬だけ操作して便器洗浄水量が極端に少ない場合は前回洗浄時に洗浄管や便器通水部に残留した薬液により便器内の泡立ちが見られる）
水洗便器用薬剤供給装置のメーカーでも薬剤溶解量の実験として実際の使用状況と同じようにするためにテストサンプル用小便器や大便器をセットして模擬洗浄としてフラッシュバルブをタイマーにより6分間隔で作動させ、薬剤供給装置に水を流入させて薬剤を溶解させ500回後、1000回作動後の残存する薬剤量を測定して、薬剤の1回当たりの溶解量も確認し各便器内の溜水部の薬剤濃度の測定もなされる。実験水圧や便器の機種や排水管の取回しも数パターンで実験され効果の確認がなされる。

## 薬剤供給装置の保守・メンテナンス

### 薬剤供給装置の調整
同一ビル内においてもフロアの差による水圧差、同一トイレ内の水道本管からの距離による水圧差などの影響により水洗便器内薬剤供給装置への水勢の調整が必要な場合がありフラッシュバルブの水勢や水量を調整する他、便器洗浄管と水洗便器用薬剤供給装置の連通管を連結する連結カップリングアダプターの真ん中付近（水洗便器用薬剤供給装置の連通管接続配管と反対側）にマイナスドライバーで 回せる箇所があり、内部にV字状の取水板（邪魔板、バッフル板）が内蔵され連通管とつながっており、そのV字状取水板の角度で水洗時に連通管を経て水洗便器用薬剤供給装置本体に入り込む水勢を調整する。
便器洗浄水の水圧が何らかの影響で極端に高くなった場合、水洗便器用薬剤供給装置に入り込む水勢によりフロートがビビり音と振動を伴いながら激しく揺動してフロートの昇降動作が阻害され薬剤希釈槽内が満水になる前にフロート弁がロックされ規定量まで水が溜まらない事や高い水圧によりフロートが最上昇点でロックされずに水が入り続け薬剤希釈槽の薬剤溶液がオーバフローして水漏れして床に薬液が溢れる等水洗便器用薬剤供給装置の制御に影響が出る場合もあり、上記のV字状取水板の角度調整でも追いつかない場合、連通管先端の水洗便器用薬剤供給装置の手前に管径内に略円板形状及び円弧状にして中央部から4つの略十字形状にした変換用のアダプターを取付けて水勢を減圧調整される。
水洗便器用薬剤供給装置の契約解除で薬剤供給装置を撤去した場合、連通管カップリングアダプター以降の連通管と薬剤供給装置が撤去され、配管に組込まれた連通管カップリングアダプターがV字状取水板内蔵したまま残されて連通管が接続されていたネジ切り部分は防水シールテープが巻かれたネジを嵌入固定して封止される。（水洗便器用薬剤供給装置設置時に配管に連通管カップリングアダプター取付のために配管を切断して連通管カップリングアダプターを組込んでいる。この事から過去に一度でも水洗便器用薬剤供給装置が設置されていた便器であるのが一目でわかる）リピート契約時には封止されていたネジが外されて再び連通管を嵌入して薬剤供給装置が設置される。

### 薬剤供給装置の定期メンテナンス

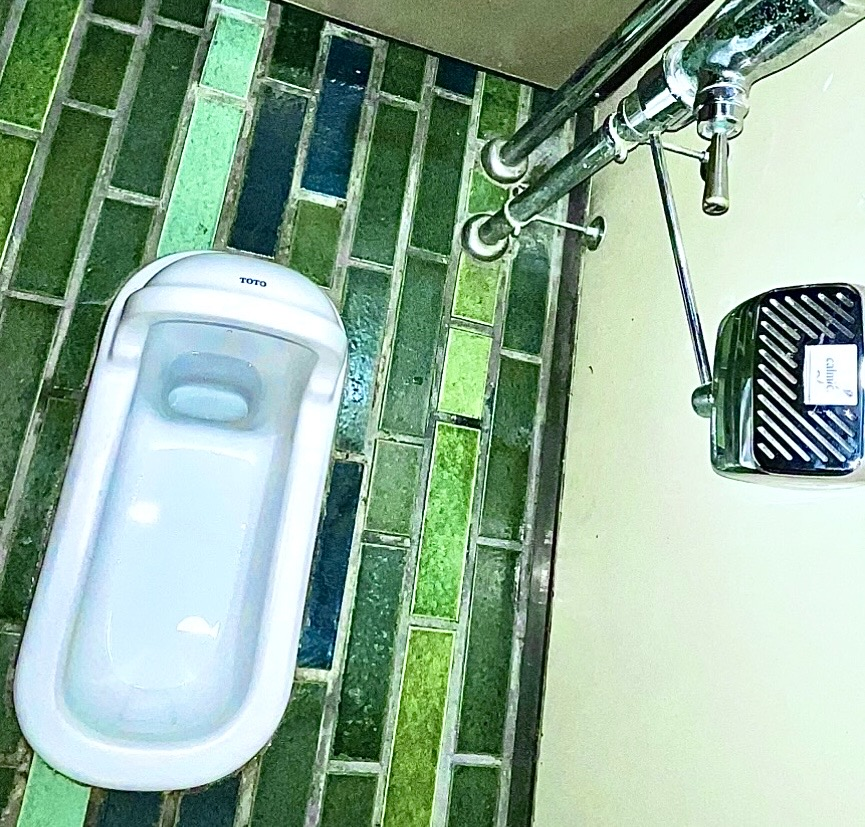
定期メンテナンス薬液充填時に磨き上げられた薬剤供給装置と便器

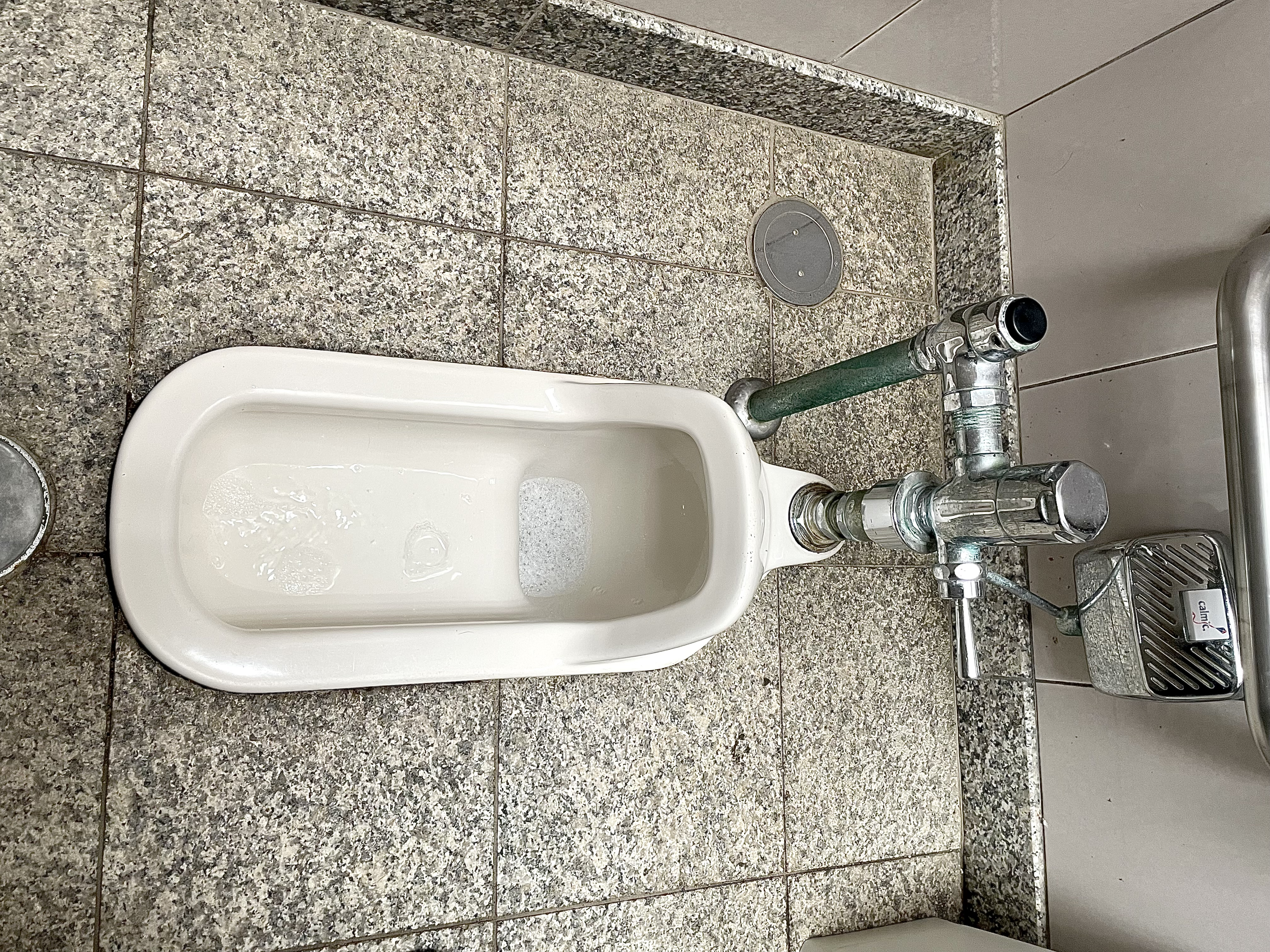
洗浄直後便器内の薬液

水洗便器用薬剤供給装置の薬剤原液の充填やメンテナンスを含むレンタルのサービスでサービスマンが出向いて維持管理される。水洗便器用薬剤供給装置が取付られた便器は水洗便器用薬剤供給装置メーカーの管理下によって維持管理され、サービスマンによって2ヶ月に1度の一定周期で定期的に薬剤原液充填の他、薬剤の残量確認、同時に水洗便器用薬剤供給装置の便器洗浄と連動した機能動作等の作動状況の確認、便器への薬剤供給の作動確認や、薬剤洗浄による便器の状態を確認がなされ、状況に合わせてフラッシュバルブの水圧、水量をフラッシュバルブのピストンバルブ昇降ストローク調整あるいは薬剤供給装置連通管付け根の連通管カップリングアダプター内部に設けられたV字状取水バッフル板の方向を調整して水洗便器用薬剤供給装置の動作を最適にする等の保守点検がなされると共に便器の状態や排水管の状態、便器の溜水部（トラップ）に滞留する薬剤濃度の測定や便器表面における薬剤コーティング状態、便器表面及びトラップ部における細菌測定、等の点検・作業記録（法定を含む）をカルテにて管理され、定期的薬剤補充、保守点検後、複数回の動作確認試運転洗浄を経て仕上げで便器を徹底的に磨き上げられる。定期メンテナンス時に交換された前回のメンテナンス時にセットされた薬剤を分析し消耗量や残液の比重を測定することで便器の洗浄頻度や便器への薬液浸出も確認できるためにセットされる薬剤も幅広い種類の薬剤の中から便器利用度に適合した薬剤が選定される。また水洗便器用薬剤供給装置のトラブル、故障等、緊急事態が発生した場合には、直ちに専門技術者を派遣し必要な処置が行われる。

### ギャラリー

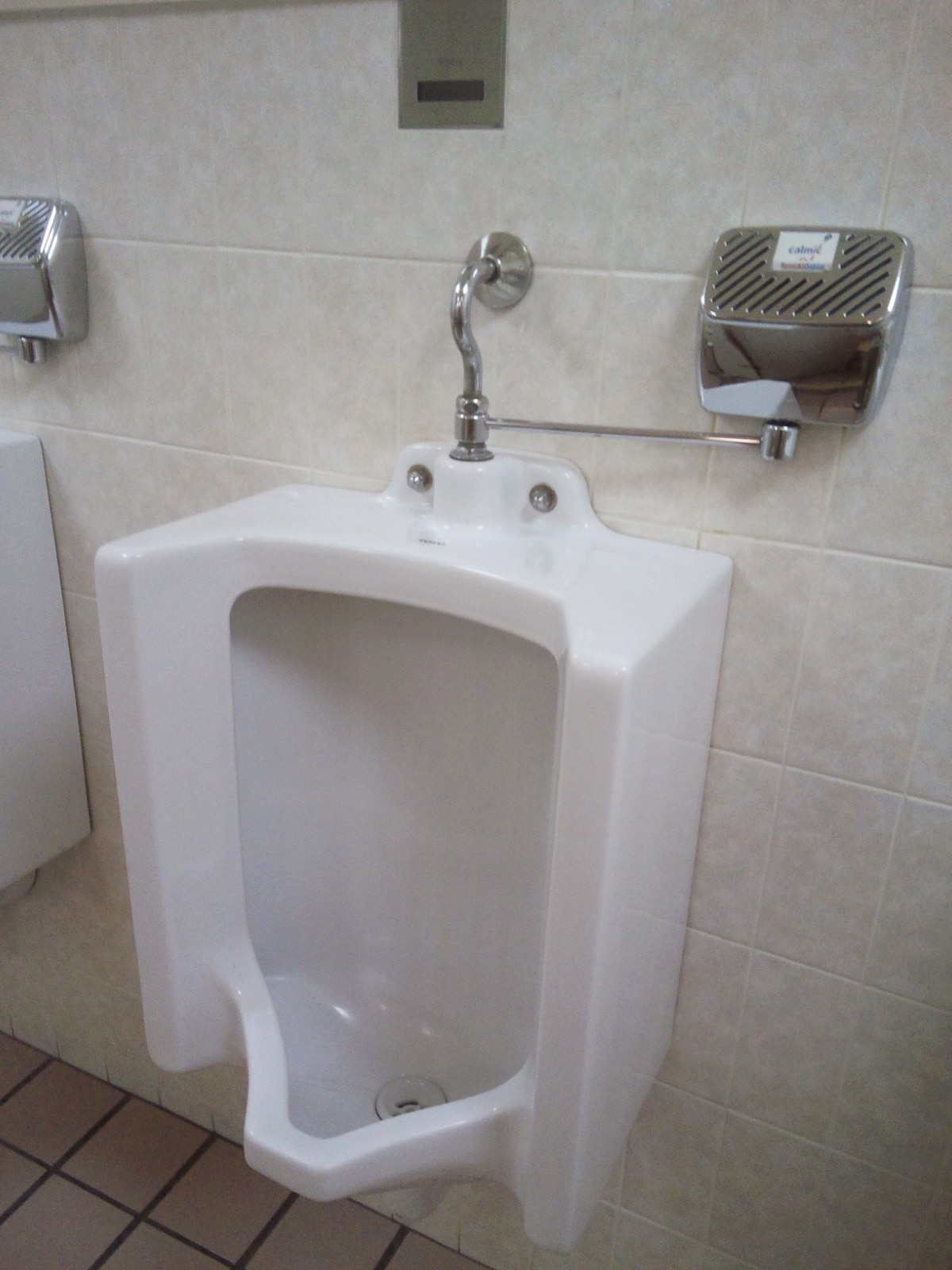
小便器の配管に組込まれた薬剤供給装置
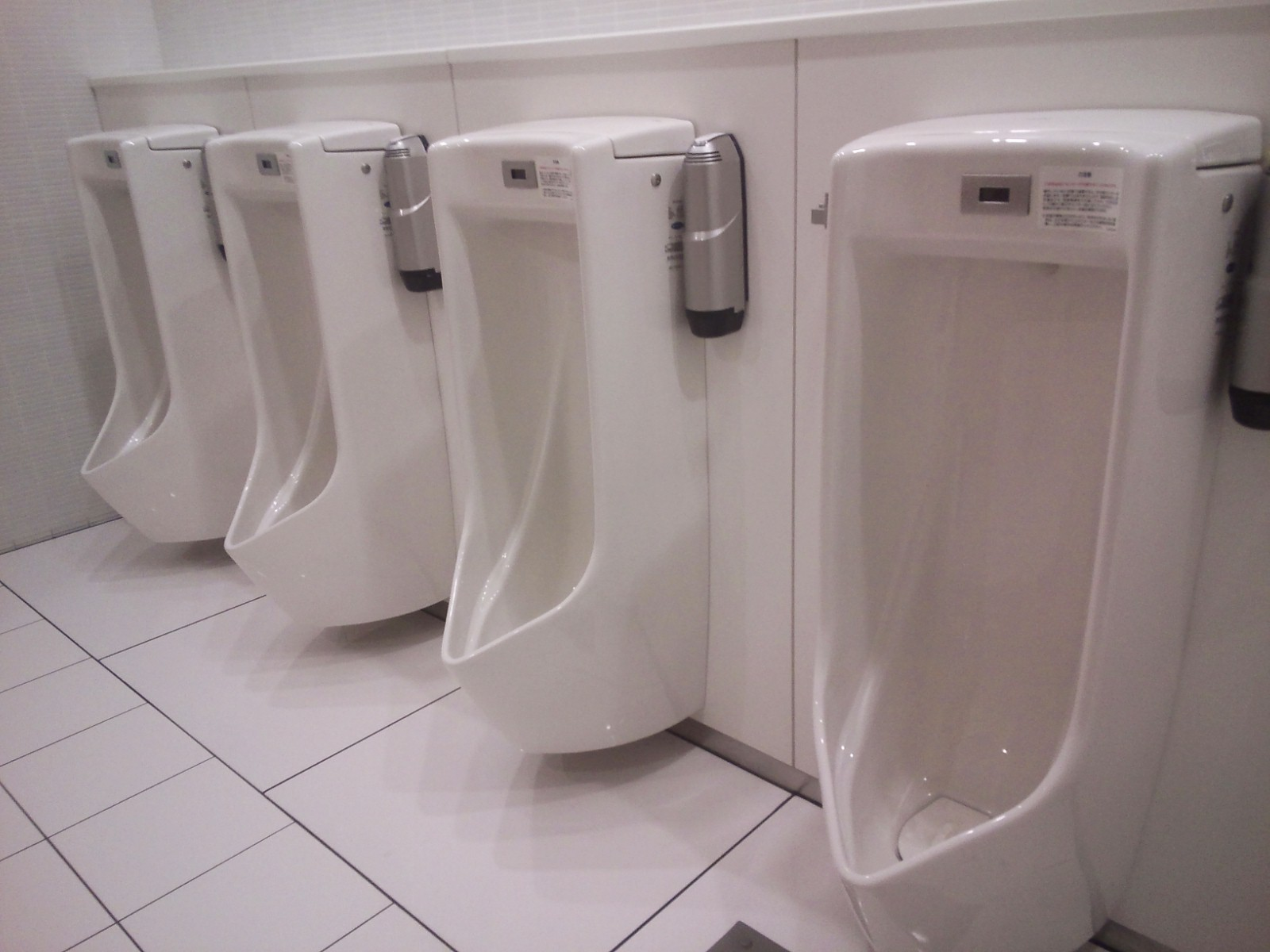
新型薬剤供給装置組み込まれた小便器
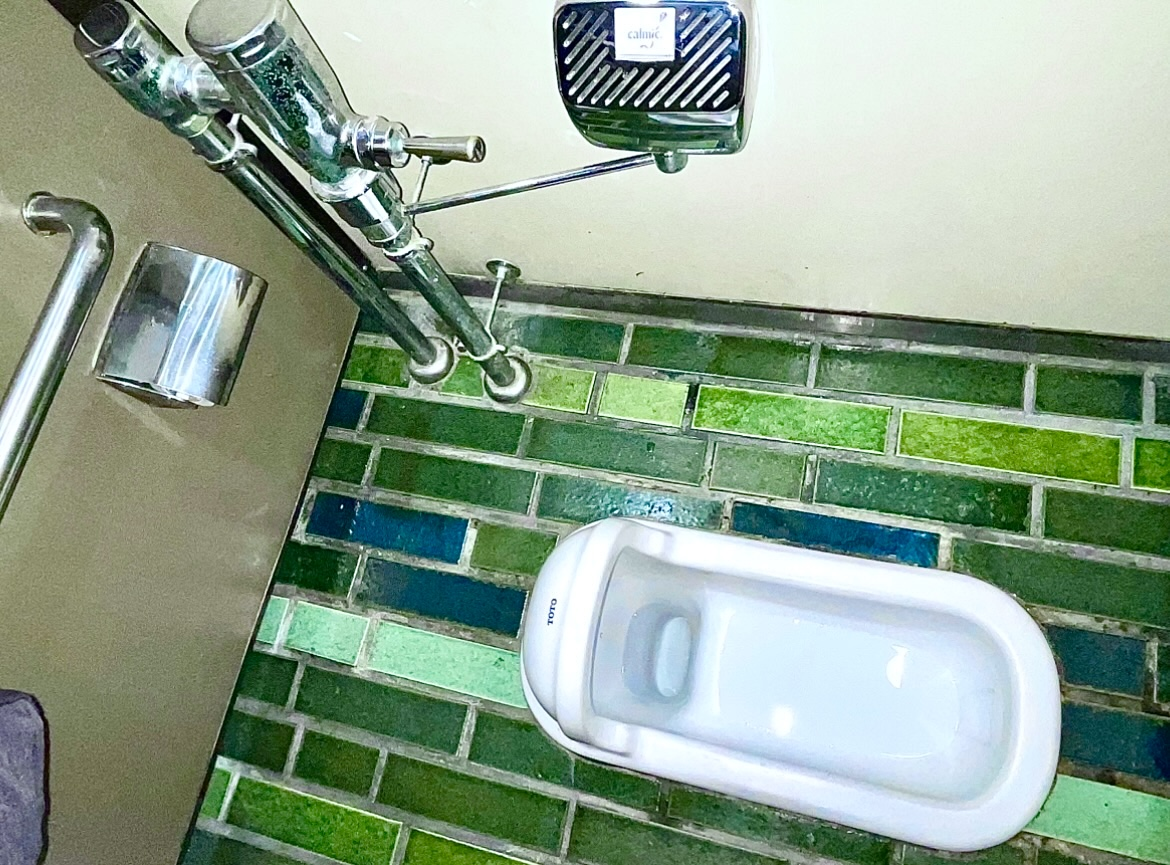
大便器のフラッシュバルブに薬剤供給装置が繋げられた例
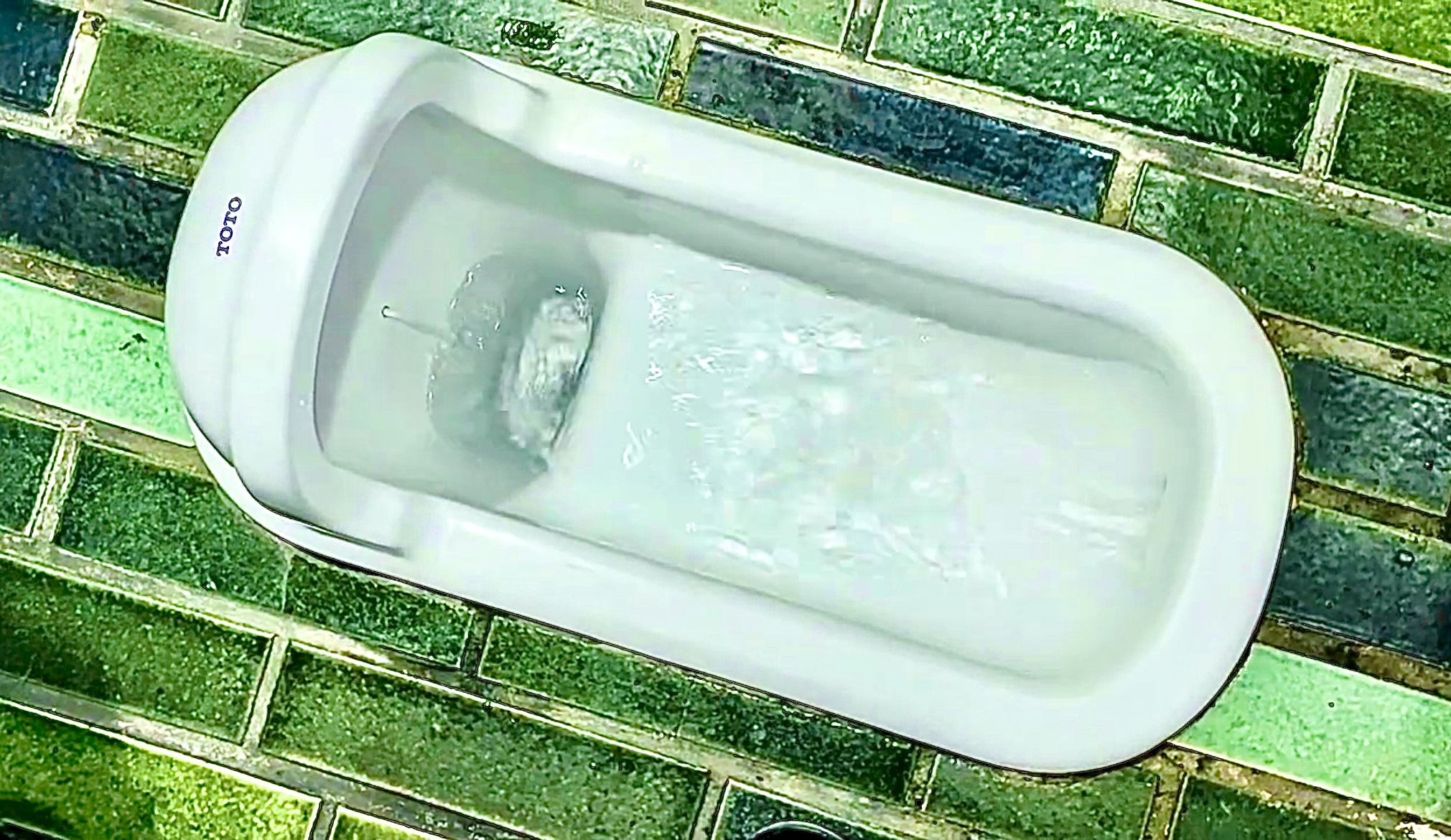
薬液洗浄開始時の様子
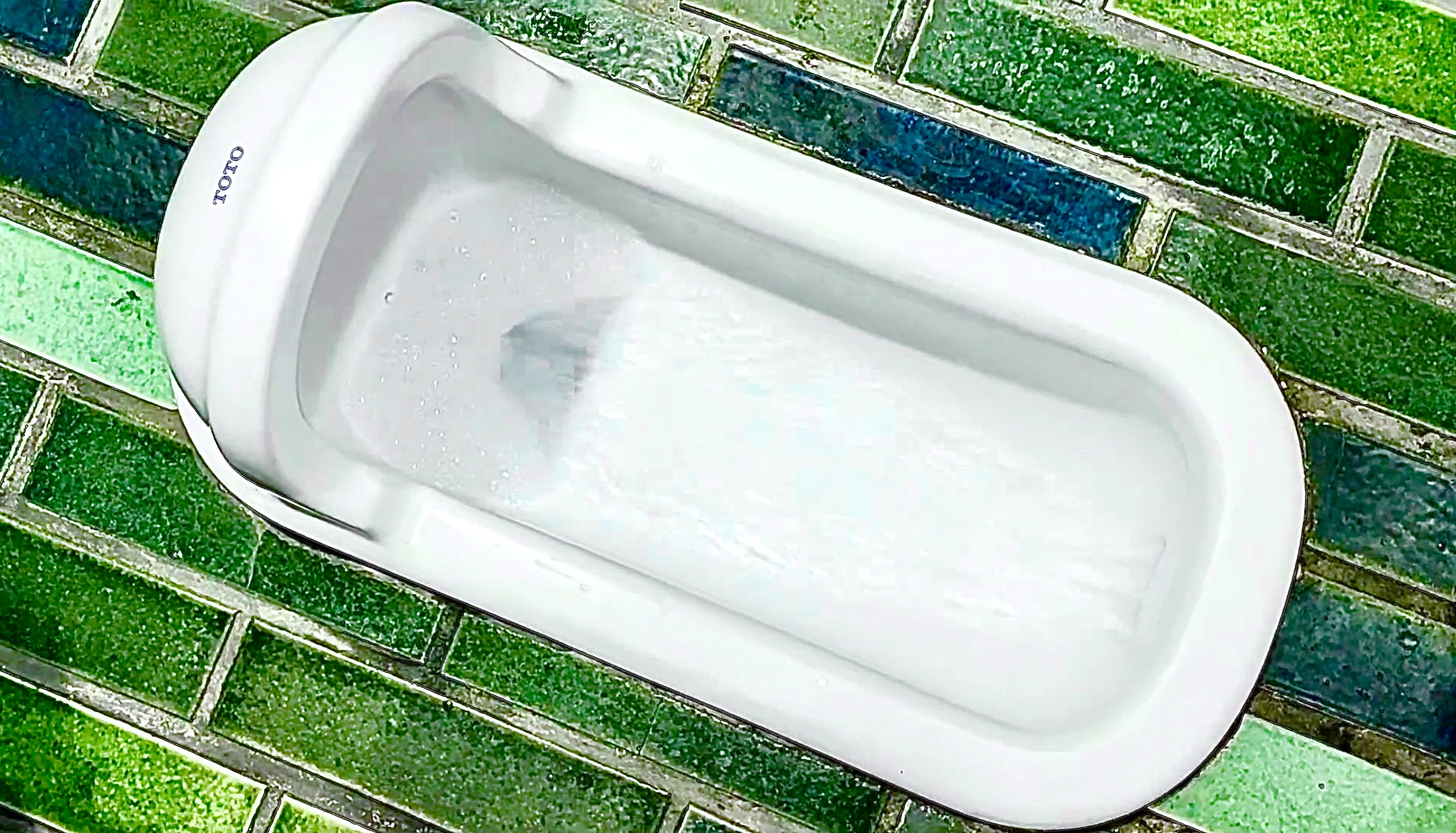
薬剤供給装置からの薬液で洗浄される便器内
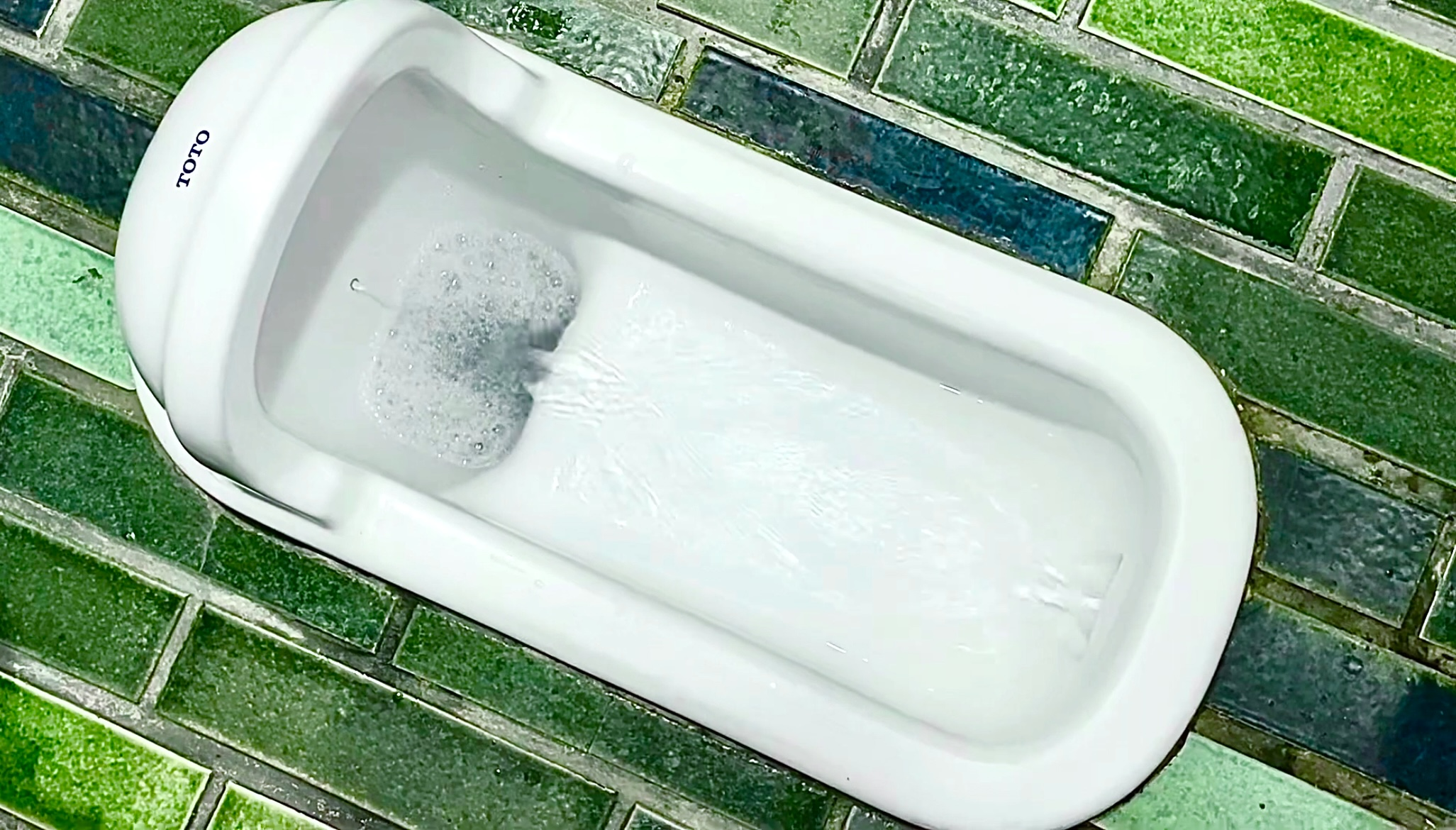
薬剤供給装置からの薬液が注ぎ込まれる便器内
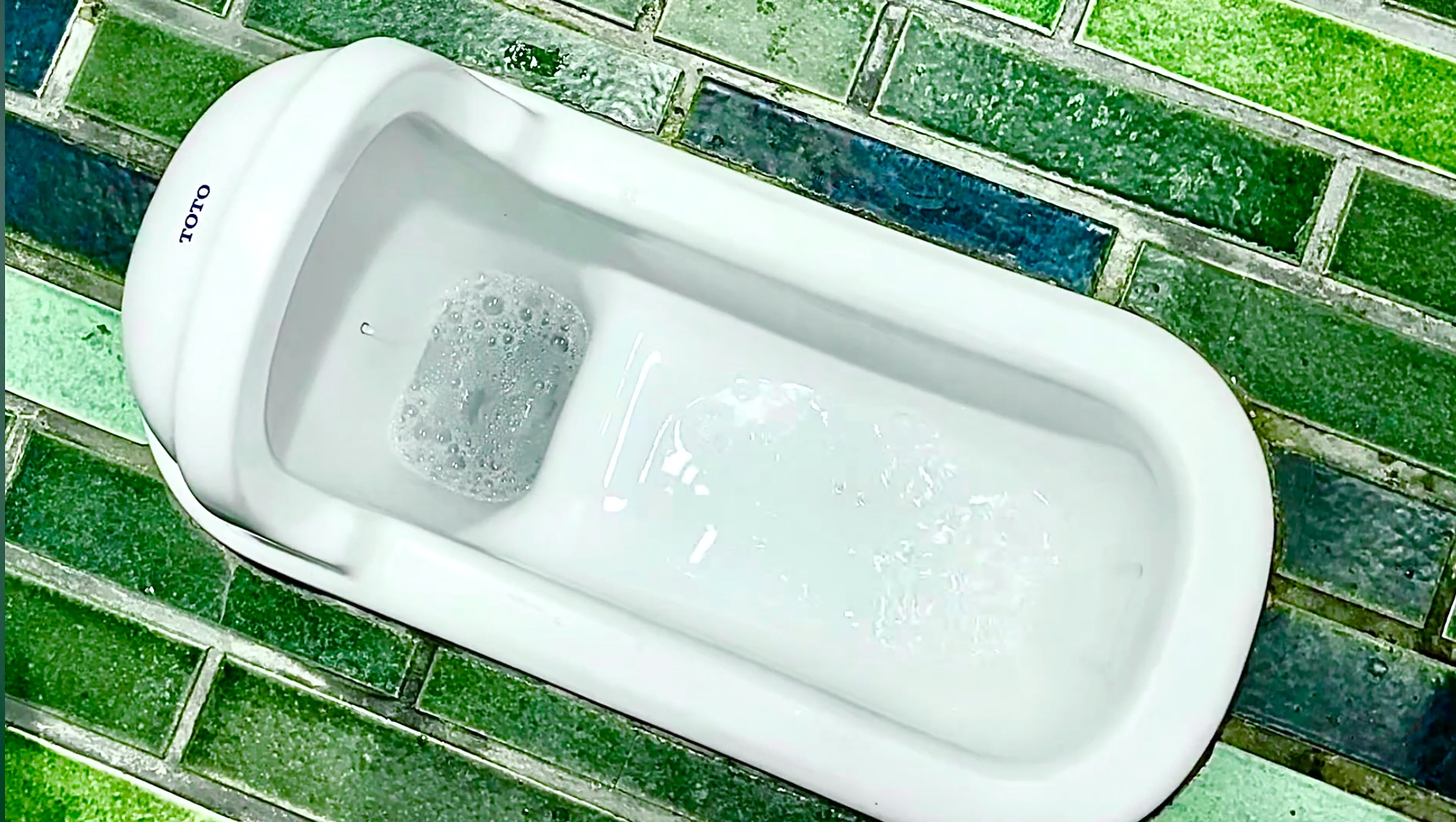
薬剤供給装置から注ぎ込まれた薬液が滞留する便器内
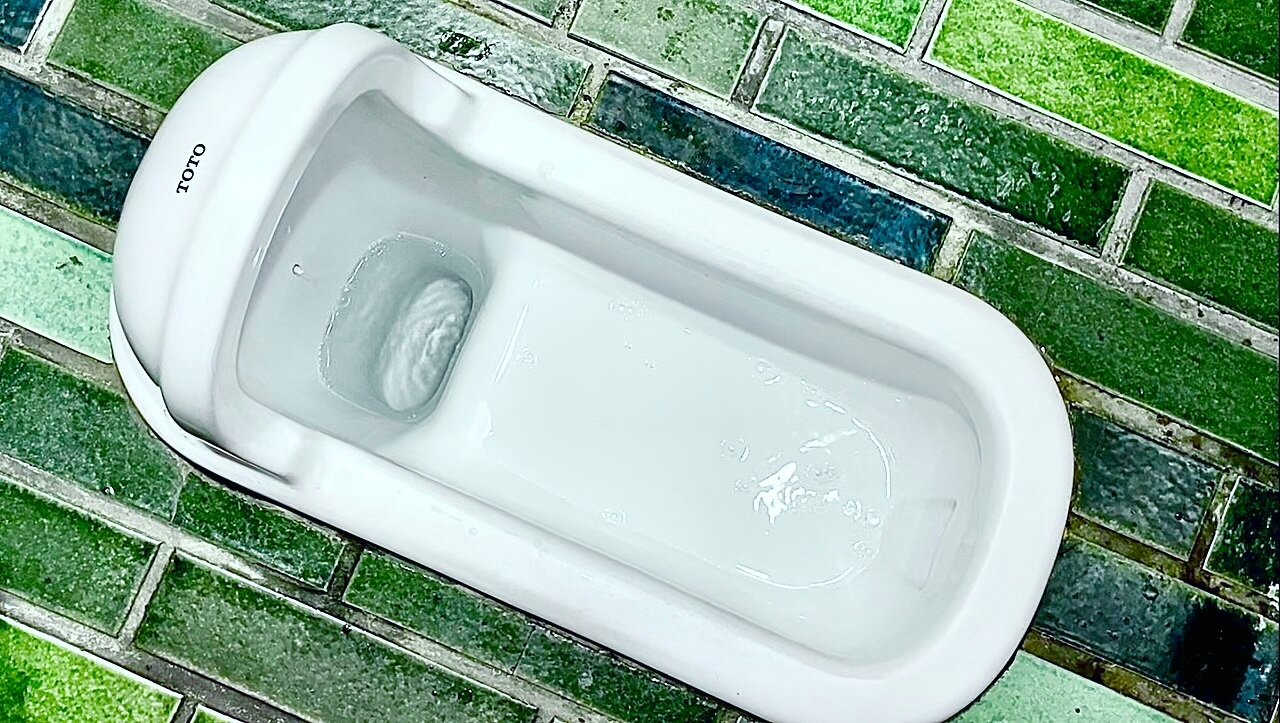
便器内薬液滞留（消泡後）
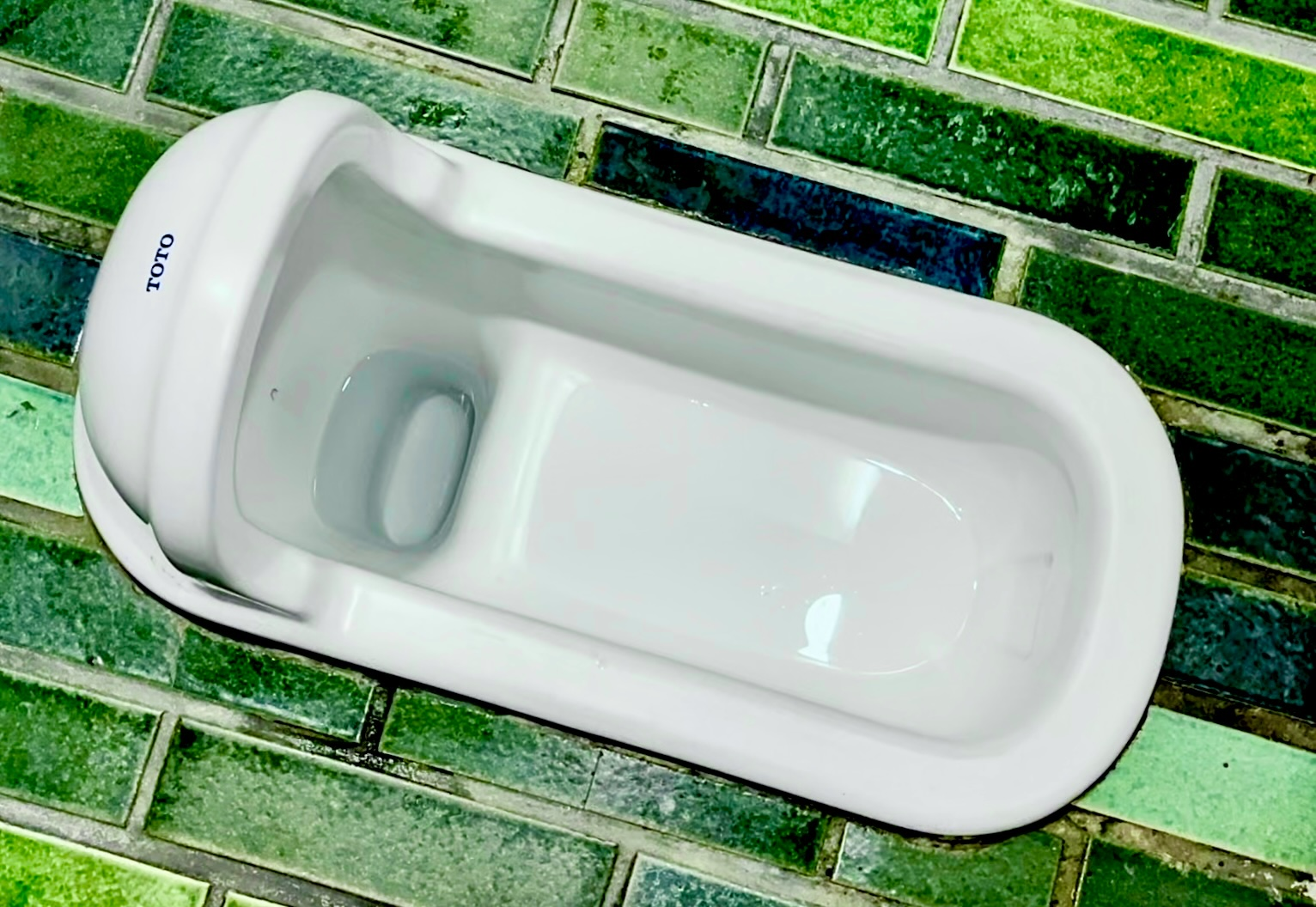
薬液滞留使用待機中の便器 （トラップ内で持続的に薬液効果を発揮）
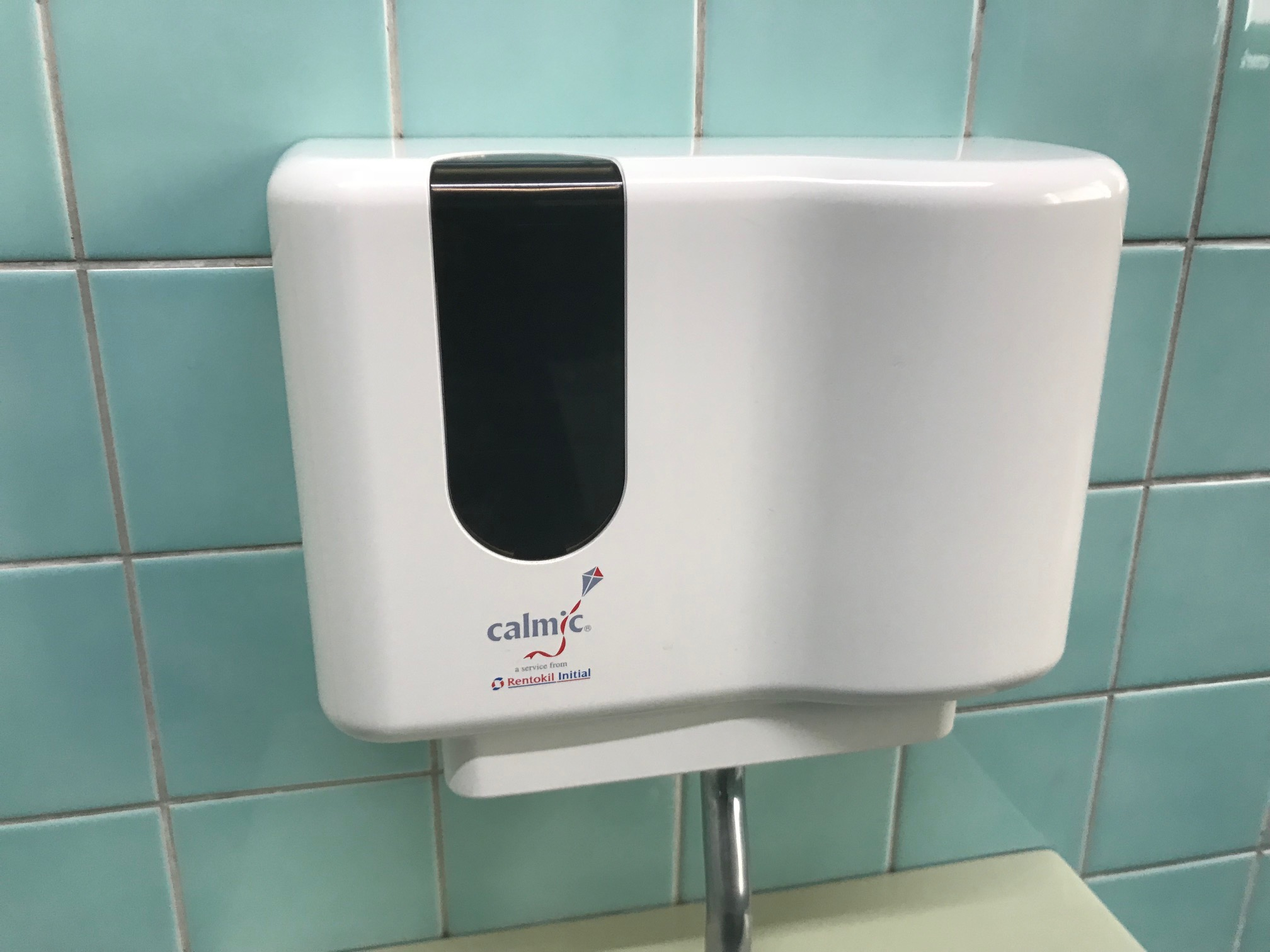
人感センサー式フラッシュバルブと薬剤供給装置が一体になった機種（小便器用）
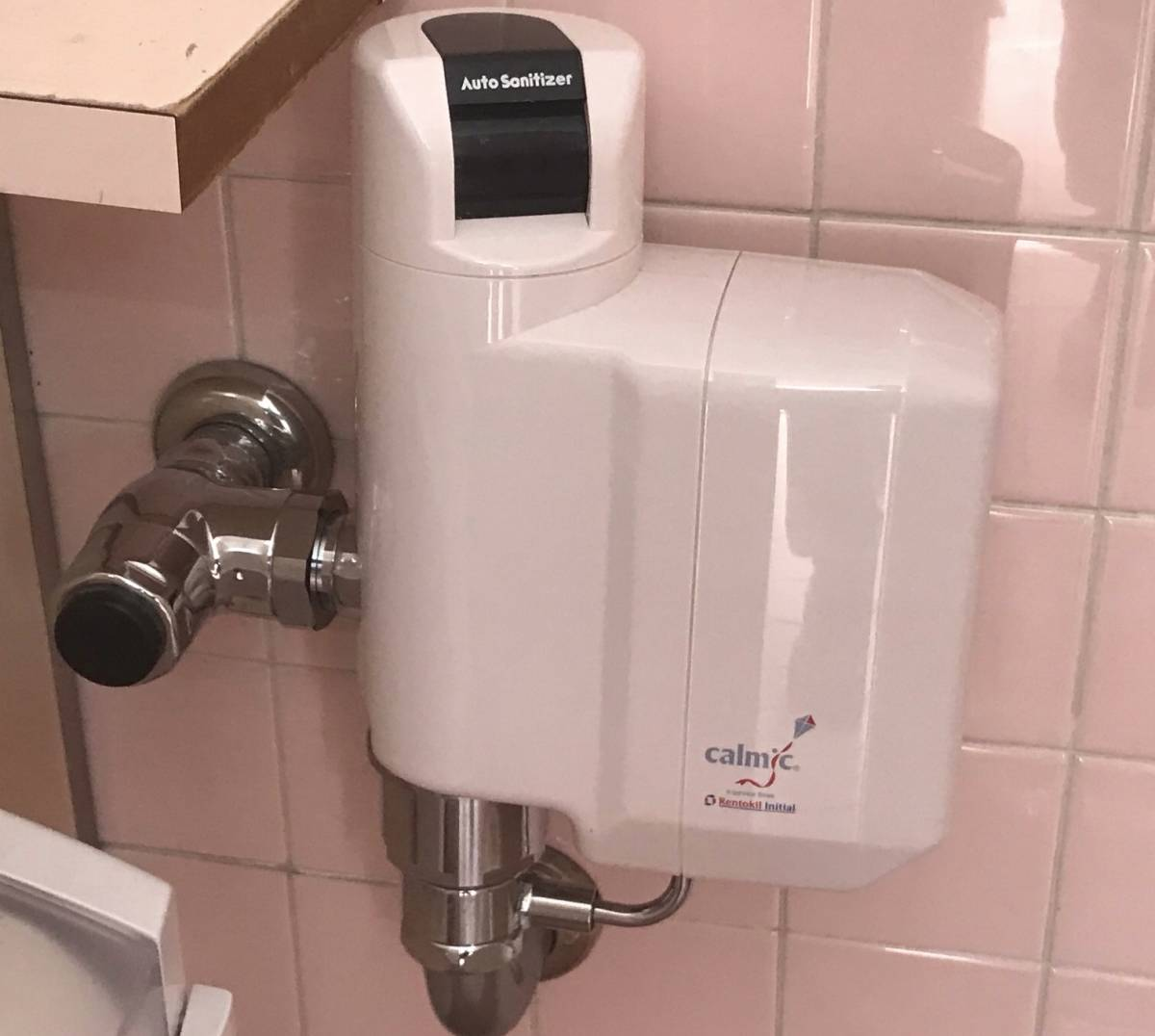
人感センサー式フラッシュバルブと薬剤供給装置が一体になった機種（大便器用で大小自動判別洗浄）
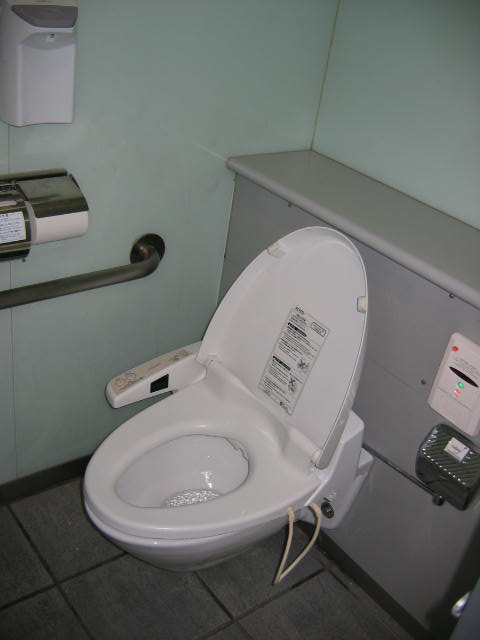
ライニングユニットに設置された例
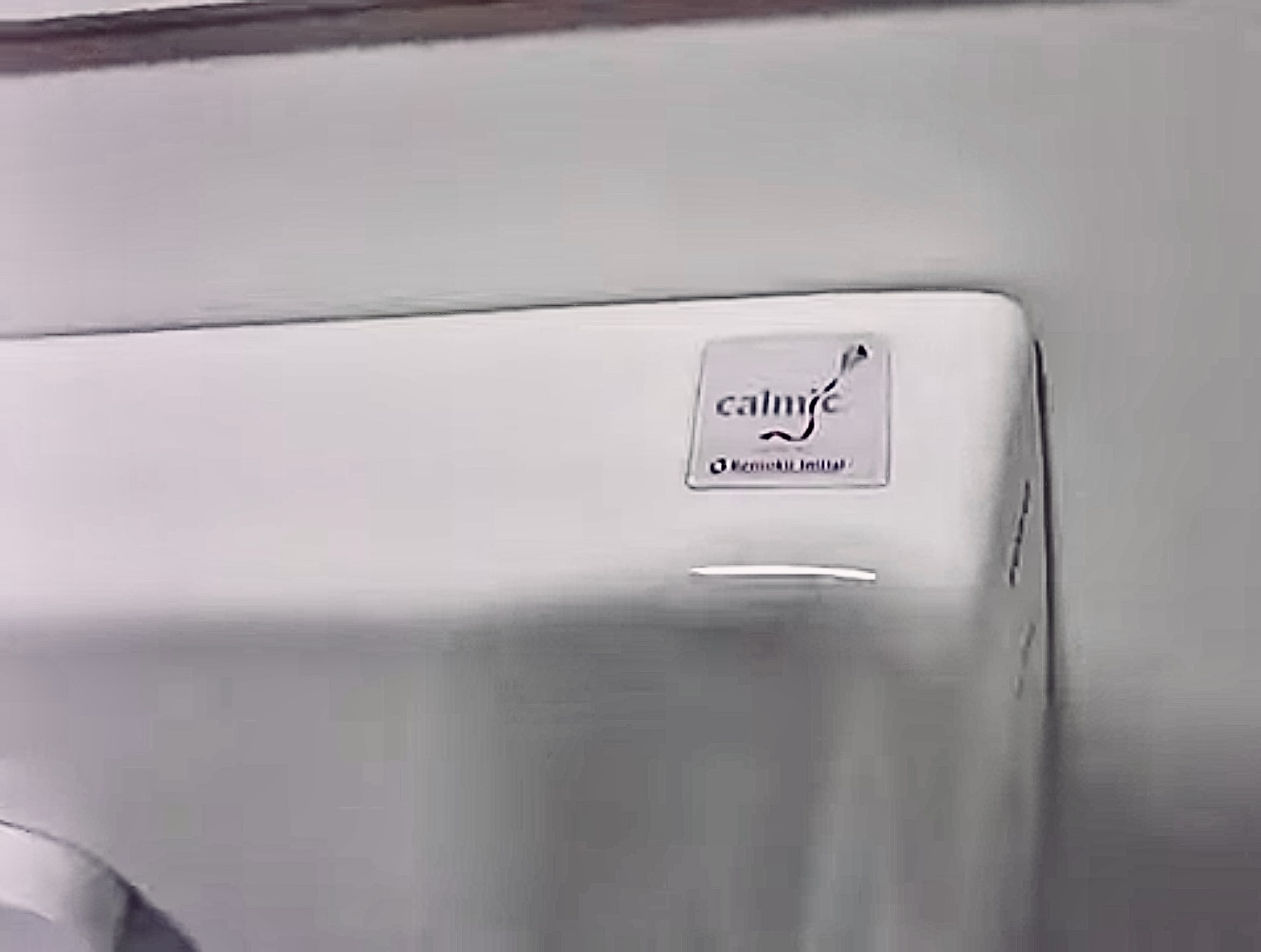
壁内ビルトインタイプに設置された便器に表示されたメーカーロゴ
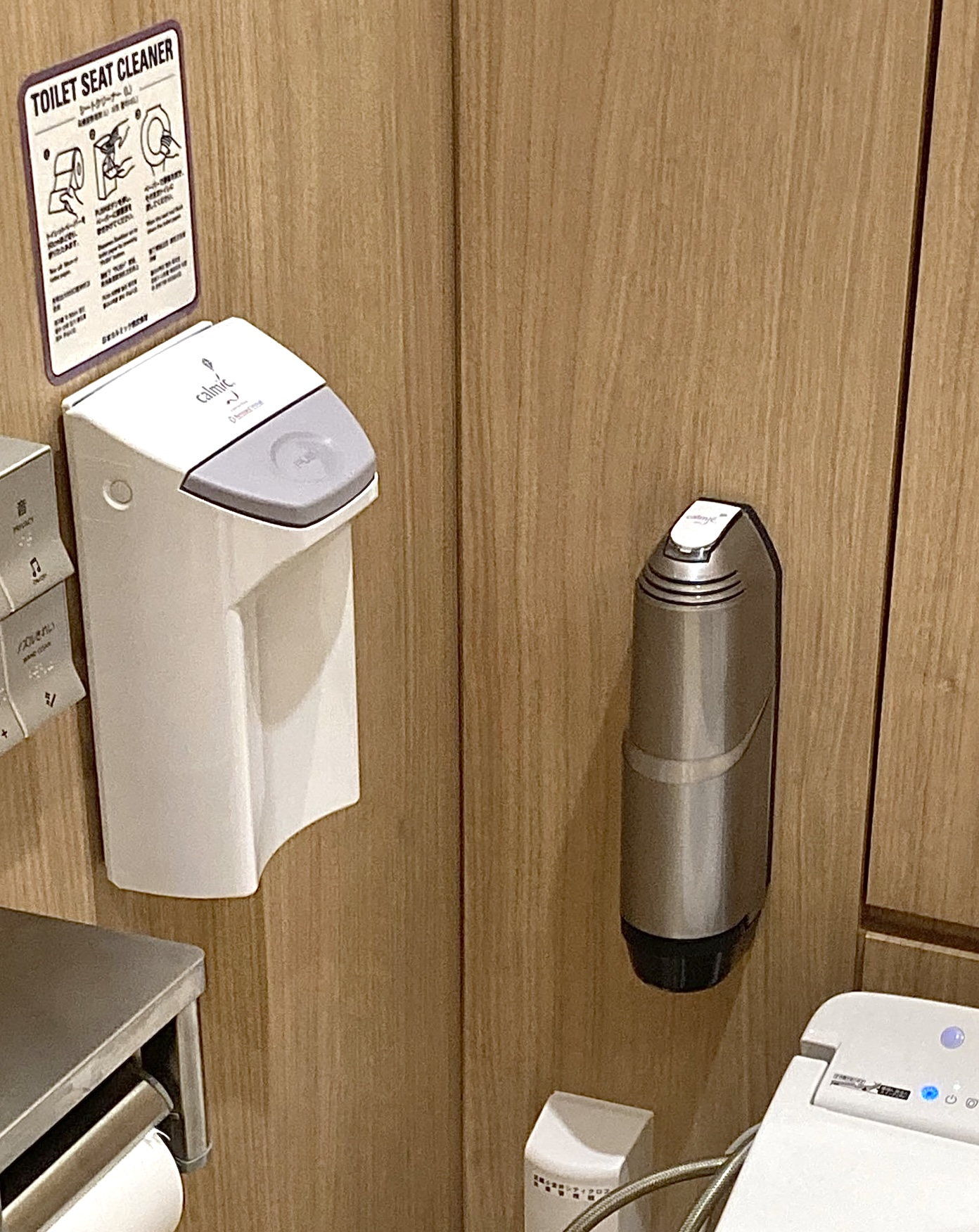
便器横壁に設置壁内配管
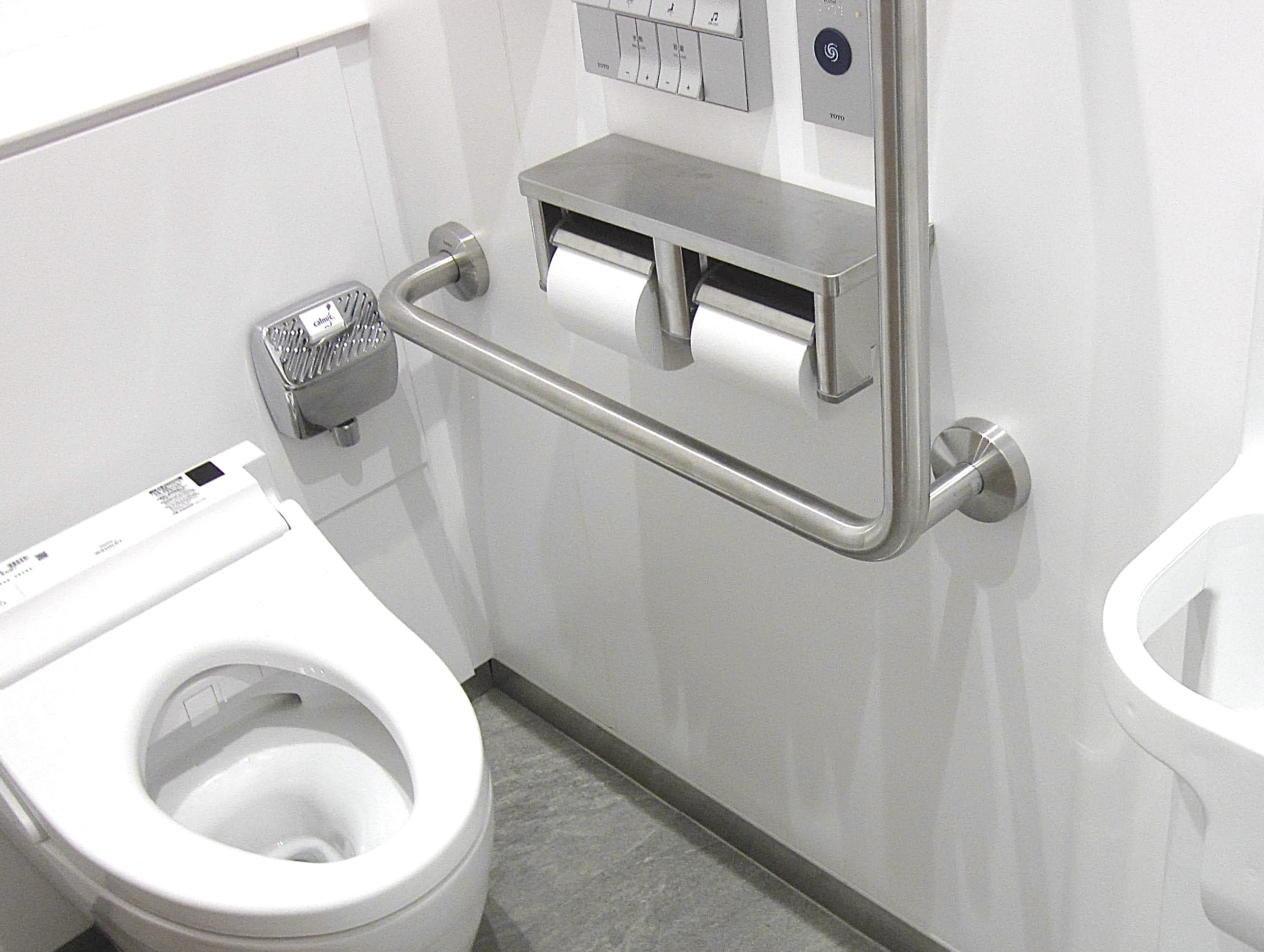
ライニングユニットに組込み設置
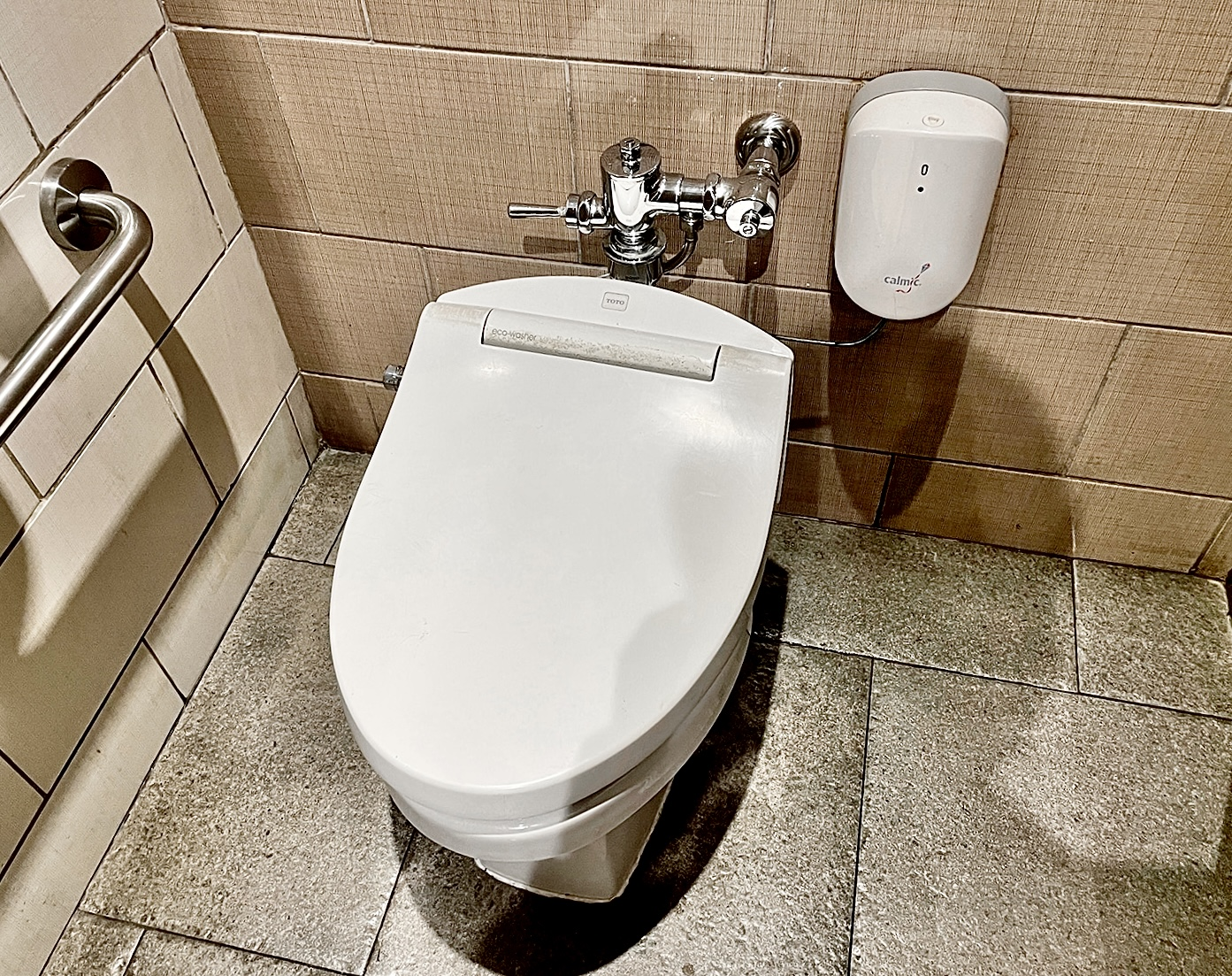
人感センサーで自動薬液供給する新型機種
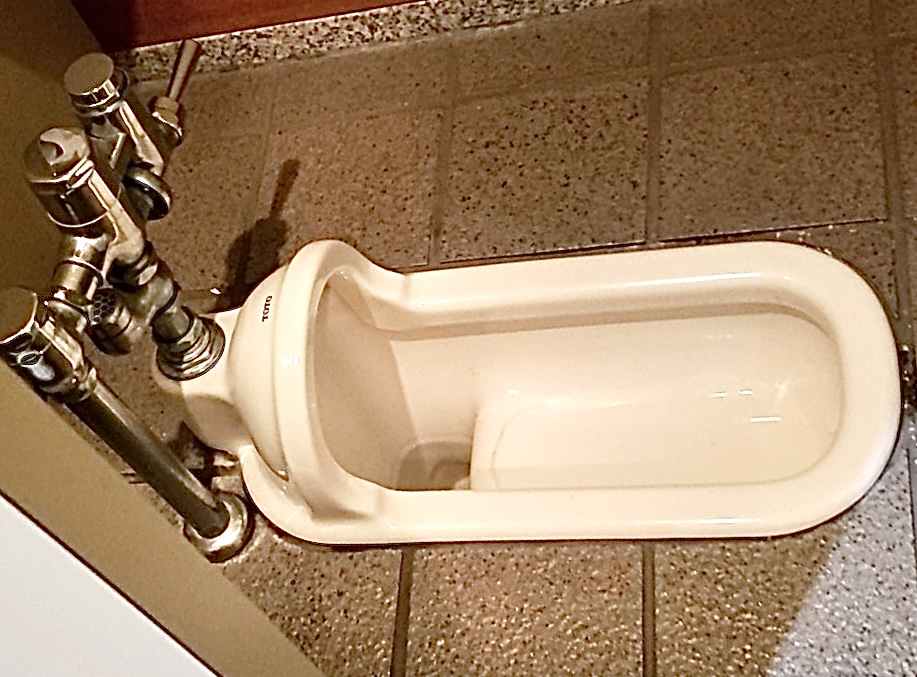
フラッシュバルブ先端に薬剤溶解槽がある機種
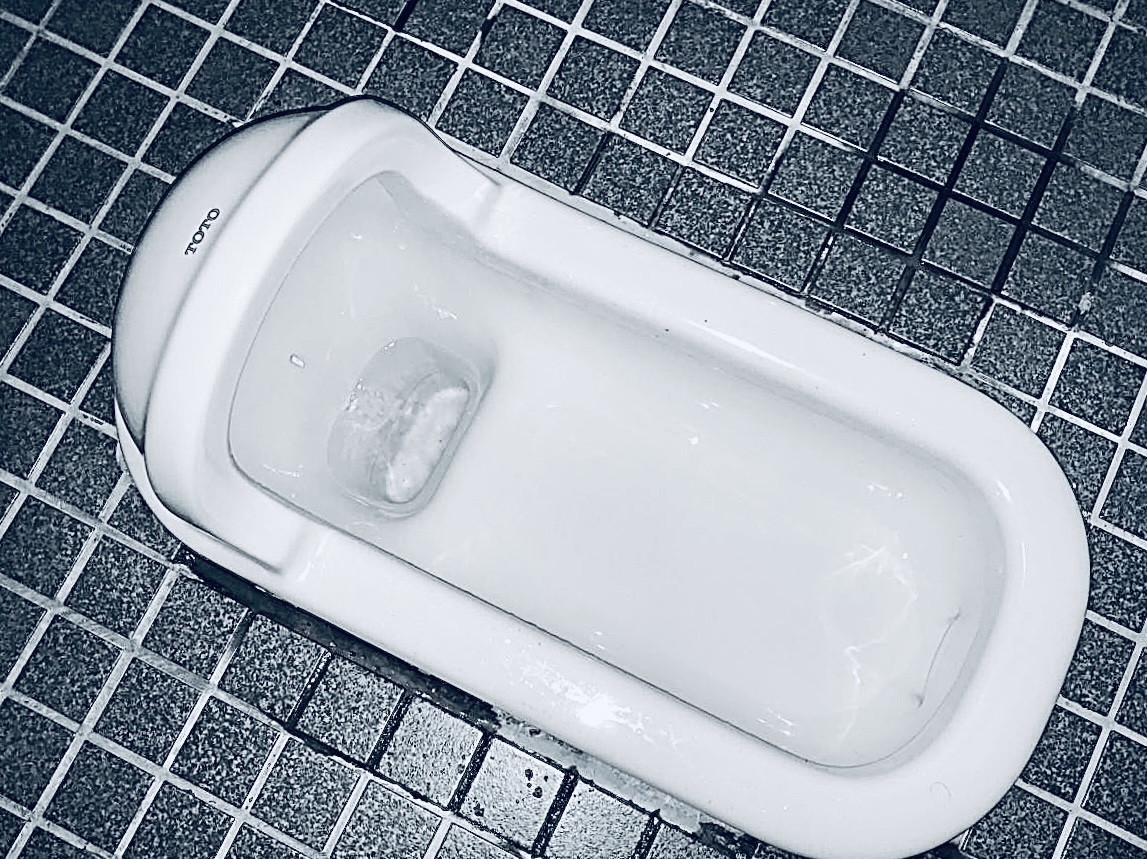
薬液補充定期メンテナンス後磨き上げられた便器